# 包氏凤仙花
包氏凤仙花（学名：Impatiens bodinieri）为凤仙花科凤仙花属下的一个种。

## 扩展阅读
- 維基物種上的相關：包氏凤仙花